# Poblat de pescadors de Binibèquer
|  | Per a altres significats, vegeu «Binibèquer». |

El poblat de pescadors de Binibèquer o poblat de pescadors de Binibeca és un nucli arquitectònic dissenyat en 1972 per l'arquitecte Antoni Sintes Mercadal i Francesc Joan Barba Corsini, amb un estil peculiar, simulant un antic poblat de pescadors que mai va existir. Es troba dins de la urbanització de Binibèquer Vell al sud del municipi de Sant Lluís, a uns vuit quilòmetres de Maó.
La característica més accentuada d'aquest nucli és que està compost per carrers estrets, petits i empedrats, creant com un petit laberint. El poble és tot de fusta de color natural combinat amb blanc, d'un estil diferent a l'arquitectura tradicional i típica de Menorca. Està al costat d'una petita cala amb barques. El creador d'aquest poblat fou el sanlluissenc Antoni Sintes Mercadal (1921-1981).
Consta d'un gran nombre d'apartaments, un petit supermercat i botigues de records. No hi ha cap hotel. Els mesos d'hivern està pràcticament deshabitat, en canvi a l'estiu està ple de gom a gom de turistes.